# Sven Jajčinović
Sven Jajčinović (Sisak, 4 aprile 1993) è un calciatore croato, centrocampista dell'Hajduk 1970 Monaco.

## Carriera

### Club
Ha giocato nella massima serie dei campionati croato e moldavo.